# 울산광역시의 민속문화재
울산광역시의 민속문화재는 민속문화재 중에서 울산광역시 내에 있는 문화재를 의미한다.

## 지정 목록
| 번호 | 사진 | 명칭                                            | 소재지                                | 관리자 (단체) | 지정일               | 참조 |
| 1호  |      | 울산 보부상단 문헌자료 (蔚山 褓負商團 文獻資料) | 울산 남구 두왕로 277 (신정동, 박물관) | 울산박물관    | 2012년 7월 26일 지정 |      |

## 참고 자료
- 울산광역시 고시/공고
- 울산광역시 공보